# Новохатній Володимир Васильович
Володимир Васильович Новохатній (нар. 11 червня 1984) — український футбольний арбітр. У 2013 році розпочав обслуговувати футбольні матчі чемпіонату України у першій лізі. З 2017 року обслуговує футбольні матчі Прем'єр-ліги України.